# St Neots Town FC
St Neots Town FC (celým názvem: St Neots Town Football Club) je anglický fotbalový klub, který sídlí ve městě St Neots v nemetropolitním hrabství Cambridgeshire. Založen byl v roce 1879. Od sezóny 2018/19 hraje v Southern Football League Premier Division Central (7. nejvyšší soutěž). Klubové barvy jsou modrá a bílá.
Své domácí zápasy odehrává na stadionu Rowley Park s kapacitou 3 500 diváků.

## Historické názvy
Zdroj: 
- 1879 – St Neots Town FC (St Neots Town Football Club)
- 1924 – St Neots & District FC (St Neots & District Football Club)
- 1951 – St Neots Town FC (St Neots Town Football Club)
- 1988 – zánik
- 1990 – obnovena činnost pod názvem St Neots Town FC (St Neots Town Football Club)

## Získané trofeje
- Huntingdonshire Senior Cup ( 38× )
  - 1888/89, 1892/93, 1894/95, 1895/96, 1896/97, 1901/02, 1924/25, 1927/28, 1935/36, 1936/37, 1937/38, 1938/39, 1953/54, 1955/56, 1957/58, 1958/59, 1959/60, 1960/61, 1961/62, 1962/63, 1963/64, 1964/65, 1965/66, 1966/67, 1967/68, 1968/69, 1970/71, 1971/72, 1973/74, 1976/77, 1977/78, 1979/80, 1980/81, 1997/98, 2009/10, 2010/11, 2012/13, 2013/14

## Úspěchy v domácích pohárech
Zdroj: 
- FA Cup
  - 1. kolo: 1966/67
- FA Trophy
  - 3. předkolo: 2014/15
- FA Vase
  - 5. kolo: 2001/02, 2010/11

## Umístění v jednotlivých sezonách
Stručný přehled
Zdroj: 
- 1936–1940: United Counties League
- 1949–1951: Metropolitan & District League
- 1951–1956: United Counties League (Division One)
- 1960–1966: Metropolitan League
- 1966–1969: United Counties League (Division One)
- 1969–1973: Eastern Counties League
- 1973–1988: United Counties League (Premier Division)

- 1994–1995: United Counties League (Division One)
- 1995–2011: United Counties League (Premier Division)
- 2011–2012: Southern Football League (Division One Central)
- 2012–2018: Southern Football League (Premier Division)
- 2018– : Southern Football League (Premier Division Central)

Jednotlivé ročníky
Zdroj: 
Legenda: Z – zápasy, V – výhry, R – remízy, P – porážky, VG – vstřelené góly, OG – obdržené góly, +/- – rozdíl skóre, B – body, červené podbarvení – sestup, zelené podbarvení – postup, fialové podbarvení – reorganizace, změna skupiny či soutěže
| Sezóny  | Liga                                                | Úroveň | Z  | V  | R  | P  | VG  | OG  | +/-  | B   | Pozice |
| ------- | --------------------------------------------------- | ------ | -- | -- | -- | -- | --- | --- | ---- | --- | ------ |
| 2009/10 | United Counties League (Premier Division)           | 9      | 40 | 29 | 8  | 3  | 83  | 26  | +57  | 95  | 2.     |
| 2010/11 | United Counties League (Premier Division)           | 9      | 40 | 33 | 6  | 1  | 160 | 33  | +127 | 105 | 1.     |
| 2011/12 | Southern Football League (Division One Central)     | 8      | 42 | 29 | 6  | 7  | 115 | 36  | +79  | 93  | 1.     |
| 2012/13 | Southern Football League (Premier Division)         | 7      | 42 | 15 | 7  | 20 | 77  | 77  | 0    | 53  | 12.    |
| 2013/14 | Southern Football League (Premier Division)         | 7      | 44 | 15 | 9  | 20 | 74  | 76  | -2   | 54  | 16.    |
| 2014/15 | Southern Football League (Premier Division)         | 7      | 44 | 20 | 16 | 8  | 82  | 58  | +24  | 76  | 5.     |
| 2015/16 | Southern Football League (Premier Division)         | 7      | 46 | 10 | 18 | 18 | 69  | 78  | -9   | 48  | 20.    |
| 2016/17 | Southern Football League (Premier Division)         | 7      | 46 | 14 | 6  | 26 | 66  | 101 | -35  | 48  | 19.    |
| 2017/18 | Southern Football League (Premier Division)         | 7      | 46 | 17 | 13 | 16 | 79  | 79  | 0    | 64  | 12.    |
| 2018/19 | Southern Football League (Premier Division Central) | 7      | 42 |    |    |    |     |     |      |     |        |